# Урбан, Томас

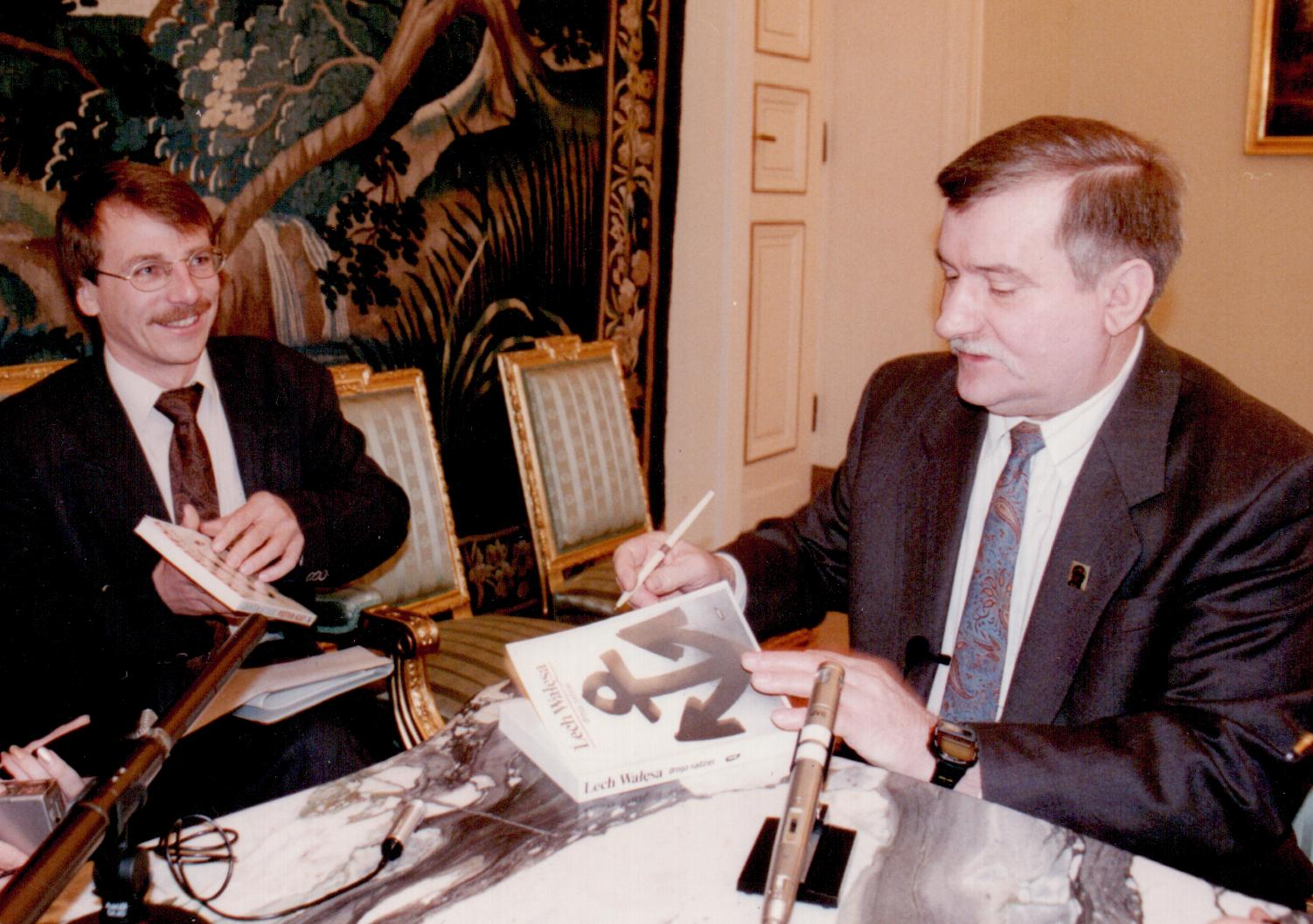
Томас Урбан (слева) берет интервью у Леха Валенси (1992)

То́мас У́рбан (нем. Thomas Urban; род. 20 июля 1954, Лейпциг) — немецкий журналист и писатель, специалист по Восточной Европе.

## Биография
Урбан родился 20 июля 1954 г. в Лейпциге. Родители походили из Бреславля, столицы прусской провинции Силезия (сегодня: Вроцлав/Польша). Когда ему было 15 месяцев, семья убежала из ГДP в ФРГ.
Урбан прожил школьные годы в западно-германском городе Бергхайм под Кёльном. Он закончил военную службу в Бундесвере как офицер военного резерва.
На Кёльнском университете Урбан изучал романистику, славистику и историю Восточной Европы (с семeстрами в Туре, Киеве и в Институте им. Пушкина в Москве). У профессора Вольфганга Казака написал магистерскую диссертацию о теме «Изображение жизни на чужбине в литературе первой русской эмиграции».
Он стал сотрудником русского диссидента Льва Копелева в Кёльне. B 1981/82 г. он был стажером на филологическом факультете МГУ, его научным руководителем был Олег Михайлов.
После возвращения в Германию он стал работать как журналист.

## Журналистика
В 1985—1987 гг. Урбан был редактором информационных агентств Ассошиэйтед Пресс (Нью-Йорк) и DPA (Гамбург).
В 1987 г. он стал членом редакции ежедневной газеты Süddeutsche Zeitung (Мюнхен). В 1988—1992 гг. он был корреспондентом этой газеты и берлинской радиостанции РИАС в Варшаве. В 1992—1997 гг. он был заведующим корпунктом Зюддойтче Цайтунг в Москве; в то время он написал репортажи о Первой чеченской войне. В 1997—2012 гг. oн работал корреспондентом той же газеты в Киеве и снова в Варшаве.
В 2012—2020 гг. Урбан был ее корреспондентом в Мадриде. С 2022 года он анализирует события в бывшем советском блоке для берлинского журнала Cicero.

## Книги и публицистика
Урбан является автором ряд книг о польско-немецких отношениях и двух книг о писателях русской эмиграции, которые тоже переведены на русский язык.
В книге «Katyn 1940» о Катынском расстреле он представил версию, что преступление совершил НКВД. Он подчеркнул, что это тоже официальная версия Президента Российской Федерации, Госдумы и Православной Церкви, и обвинил защитников невиновности НКВД и Сталина, м. и. Юрия Мухина, в незнании источников и логических ошибках в аргументации. Он является соавтором биографии Папы римского Иоанна Павла II.
Урбан посвятил научные публикации писателям М. Агееву, Гайто Газданову, Борису Пастернаку, Владиславу Ходасевичу и Илье Эренбургу. Он принимал участие в подготовке полного собрания сочинений В. В. Набокова на немецком языке в 24 томах.
Кроме этого Урбан занимался политической историей футбола в Восточной Европе. Он опубликовал историографические эссе о Братьях Старостиных, о Матче смерти, о запрещённом футболе в оккупированной Польше. Особенное внимание он уделял судьбе польско-немецкого нападающего Эрнеста Вилимовского.
В 2015 году Урбан опубликовал историческое эссе об истоках российско-украинского конфликта, в котором он призвал правительство ФРГ приложить все усилия для прекращения военных действий на Донбассе. В своей книге "Косой взгляд", опубликованной накануне военной эскалации этого конфликта в феврале 2022 г., он критиковал мягкую политику немецких правительств по отношению к Москве и игнорирование предупреждений бывших стран Восточного блока в ЕС, включая Польшу, против империалистических амбиций Путина. По его словам, основными факторами распада Восточного блока и отказа Москвы от ГДР в 1990 р. стали военное и экономическое давление со стороны США при Рональде Рейгане, включая наводнение мирового рынка дешевой нефтью, что привело к потере Москвой валютной выручки.